# Fernanda Barriga
Fernanda Barriga (Valle del Chota 1807- 18??) fue una cocinera afroecuatoriana, conocida como «la cocinera del liberador», por haber sido la cocinera personal del general y líder revolucionario Simón Bolívar,

## Biografía
Nació en Quito, probablemente en 1807, en el valle de Chota, de ascendencia africana, por eso se la conoció también como la «Negra Fernanda». Sirvió a Simón Bolívar como cocinera desde 1827, con el que se trasladó a Bogotá. Barriga fue mujer de confianza de Manuela Sáenz y se hizo parte indispensable de la vida de Bolívar, Le acompañó hasta Santa Marta y le acompañó hasta su agonía,
Se le atribuye la creación de un plato llamado «migas bolivarianas», donde se juntaban las sobras de la semana cara al fin de semana. También era conocedora de otros platos como el funche, una masa de harina de maíz con agua, que después se mezclaba con un guiso para quedar como una especie de pastel, el chupe de gallina, la arepa, la boronía, entre otros. En los últimos años de la vida del líder revolucionario, recibió la orden de servirle cada dos horas una taza de manteca en forma de mazamorra. Se relata que Bolívar, cansado de tomarla la rehusó diciendo: «Si vuelves con tu mazamorra, [haciendo juego de palabras con mazmorra ] te llamaré Fernanda Séptima [en referencia al rey Fernando VII de España ]». 
A finales de XIX aún vivía y pasaba de los 90 años. Cabe decir que ha sido una de las mujeres más olvidadas de la historia en torno a Bolívar, dado tanto su origen como su oficio.